# 程昉
程昉（?—?）。开封府（今河南省开封市）人，北宋宦官。
程昉以小黄门累迁西京左藏库副使。熙宁初年，为河北屯田都监。王安石熙宁变法，欲兴水利，于是重用他。黄河决口在枣疆，分为两股导之向东，河决商胡北流，与御河合为一及二股东流，使御河水浅见底。程昉疏导之，以功迁宫苑副使。漳河又塞，程昉作浮梁来疏浚。于是以功在洺州兼外都水丞。奉诏兴修水利，疏塘水溉深州田，又导葫芦河，建桥于真定中渡，导沙河入御河，皆奏其效。官至达州团练使，制置河北河防水利。在宋神宗支持下，工程于熙宁五年（1072年）结束，遂使这些壅塞的河道得到大规模的修浚。后来御史盛陶弹劾程昉专横，骄暴自肆，王安石也发觉程昉挟自己的权势怠慢韩琦，上奏其事，与之疏远。程昉忧郁而死。赠耀州观察使。

## 延伸阅读
[在维基数据编辑]
 《宋史·卷468》，出自脱脱《宋史》